# Tratatul de la Paris (1898)
Tratatul de la Paris (1898) a fost tratatul de pace care a încheiat scurtul război dintre Spania și Statele Unite ale Americii, cunoscut sub numele de Războiul Hispano-American, declanșat în aprilie 1898 și încheiat în august, același an. 
În urma acestui tratat, Puerto Rico, Guam și Filipine (pentru care Statele Unite a plătit Spaniei 20 milioane $, echivalentul din prezent a 559 milioane $) au fost cedate de către Spania Statelor Unite ale Americii.